# Harth-Pöllnitz
Harth-Pöllnitz är en kommun i Landkreis Greiz i förbundslandet Thüringen i Tyskland.
Kommunen bildades den 21 december 1995 genom en sammanslagning av de tidigare kommunerna Harth och Pöllnitz.